# Barbara (stanice metra v Paříži)
Barbara je stanice pařížského metra na lince 4. Stanice se nachází jižně od Paříže na hranicích měst Montrouge a Bagneux poblíž velkého hřbitova. K otevření stanice došlo 13. ledna 2022.

## Poloha
Stanice je umístěna pod Avenue de Stalingrad mezi křižovatkou s Avenue Marx Dormoy, Avenue de Verdun, Avenue Henri-Ginoux a Avenue Henri-Ravera a křižovatkou s Avenue du Colonel Fabien. Nachází se v Bagneux na hranici s obcemi Montrouge a Arcueil, mezi stanicemi Mairie de Montrouge a Bagneux – Lucie Aubrac.

## Historie
Rozšíření linky 4 ze stanice Mairie de Montrouge o další úsek do stanice Barbara (tehdy Verdun-Sud) bylo oznámeno 15. února 2005. Projekt byl zařazen mezi veřejně prospěšné stavby a účastníci, tj. RATP, departementy a region Île-de-France měly oznámit do května 2009 odhady svého podílu na financování. Otevření úseku do stanice Bagneux bylo plánováno na rok 2014, ovšem stavební práce byly zahájeny až 8. července 2015. Razicí práce byly ukončeny v březnu 2018. K otevření stanice došlo 13. ledna 2022.

## Název
Stanice se původně měla jmenovat Verdun – sud (tj. Verdun – jih). Název byl zvolen proto, že se stanice nachází na jižním konci Avenue de Verdun pojmenované po městě Verdun, kde proběhla velká bitva první světové války. V roce 2018 bylo veřejností vybráno ze tří návrhů Fort de Montrouge, Coluche a Barbara jméno zpěvačky Barbary (1930–1997), která je pohřbena na místním hřbitově ležícím poblíž stanice.

## Popis stanice
Nástupiště se nachází v hloubce 25 m pod povrchem. Hlavní vstup na Avenue Marx-Dormoy je přes přízemí budovu, která se nachází na rohu Avenue Henri Ginoux a Avenue de Verdun. Nachází se na území obce Montrouge. Druhý vchod vznikl v obci Bagneux na rohu Avenue de Stalingrad a Avenue du Colonel-Fabien.

## Zajímavosti v okolí
- Cimetière Parisien de Bagneuax – rozsáhlý pařížský městský hřbitov
- Fort de Montrouge – pevnost z let 1843–1845